# ترافيس بيرسون
ترافيس بيرسون (بالإنجليزية: Travis Pearson)‏ هو لاعب كرة قدم أمريكية أمريكي، ولد في 25 يوليو 1971 في سيلاس في الولايات المتحدة.

## وصلات خارجية
- ترافيس بيرسون على موقع JustSportsStats.com (الإنجليزية)